# スティーブン・フォックス (第2代ホランド男爵)
第2代ホランド男爵スティーブン・フォックス（英語: Stephen Fox, 2nd Baron Holland、1745年2月20日 – 1774年11月26日）は、グレートブリテン王国の貴族、政治家。1768年から1774年まで庶民院議員を務めた。

## 生涯
初代ホランド男爵ヘンリー・フォックスと初代ホランド女男爵ジョージアナ・キャロライン・フォックスの長男として、1745年2月20日に生まれた。母が特に好きな息子であり、一方父は弟のチャールズ・ジェームズ・フォックスのほうが好きだった。1756年から1759年までイートン・カレッジで教育を受けた後、1760年から1765年までグランドツアーに出た。
1766年に結婚すると、父から領地の大半（年収3,500ポンド以上相当）を与えられたが、スティーブンは借金を重ね、1769年には2万ポンドに、1773年には10万ポンド以上の借金を背負った。
1768年イギリス総選挙でソールズベリー選挙区から出馬した。3人の候補者のうち、エドワード・ブーヴェリー閣下が52票でトップ当選したが、スティーブンはヘンリー・ドーキンスと同じ27票になり、判定は庶民院に委ねられた。結局、ドーキンスが撤退を決めたため、スティーブンは同年11月に当選を宣告された。議会では1768年から1772年まで政府を支持し、1772年に王室結婚法案に反対、1774年2月のグレンヴィル法をめぐる採決で与党に同調した。
1774年7月1日に父が死去すると、（フォックスリーの）ホランド男爵位を継承、同年7月24日に母が死去すると（ホランドの）ホランド男爵位を継承した。しかし、スティーブン自身も同年11月26日に死去、ウィルトシャーのファーリーで埋葬された。わずか1歳の息子ヘンリー・リチャードが爵位を継承した。

## 人物
『英国議会史』は第2代ホランド男爵と弟チャールズ・ジェームズ・フォックスと比較して、「弟の欠点のほとんどを有したものの、その能力はほとんど有さなかった」（he had most of his brother’s faults but little of his ability）とした。

## 家族

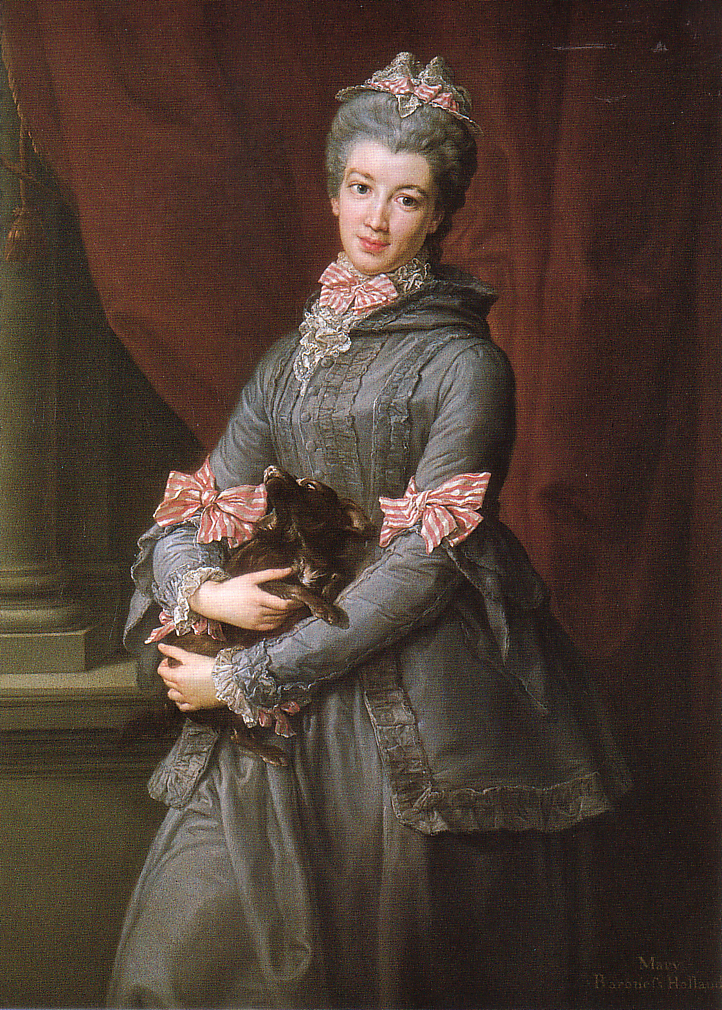
妻メアリーの肖像画。ポンペオ・バトーニ画、1767年。

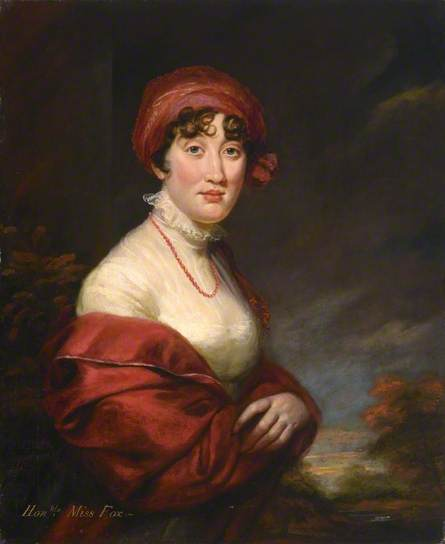
長女キャロラインの肖像画。ジェームズ・ノースコート画、1810年。

1766年4月20日、メアリー・フィッツパトリック（1778年10月6日没、初代アッパー・オソリー伯爵ジョン・フィッツパトリックの娘）と結婚、1男3女をもうけた。
- キャロライン（1767年11月3日 – 1845年3月12日） - 生涯未婚[4]
- メアリー（1769年 – ?） - 早世[4]
- アメリア - 早世[4]
- ヘンリー・リチャード（1773年11月21日 – 1840年10月22日） - 第3代ホランド男爵[2]